# Victoria Georgieva
Victoria Georgieva (em búlgaro:  Виктория Георгиева; Varna, 21 de setembro de 1997), conhecida simplesmente como Victoria, é uma cantora e compositora búlgara. Começou sua carreira após a participação na 4.º temporada do Factor X da Bulgária.

## Biografia

### Inícios
Georgieva começou a cantar aos 11 anos. Depois de um tempo, ela se matriculou no estúdio vocal «Angel Voices», onde sua professora de música era Atanaska Lipcheva. Georgieva apresentou-se às audições das três primeiras temporadas do Factor X da Bulgária, mas nunca conseguiu convencer os jurados, nomeadamente pela sua idade.

### 2015: Factor X da Bulgária
Em 2015, após três tentativas falidas, Victoria entrou no Factor X da Bulgária, e foi eliminada na 9.ª semana.
| Atuações e resultados de Victoria no Factor X | Atuações e resultados de Victoria no Factor X | Atuações e resultados de Victoria no Factor X | Atuações e resultados de Victoria no Factor X |
| Programa                                      | Assunto                                       | Canção                                        | Resultado                                     |
| --------------------------------------------- | --------------------------------------------- | --------------------------------------------- | --------------------------------------------- |
| 1.ª audição                                   | Eleição livre                                 | "One and only"                                | Passou ao "bootcamp"                          |
| Bootcamp                                      | Actuação grupal                               | "I’ll Be"                                     | Passou à casa do jurado                       |
| Casa do jurado                                | Eleição livre                                 | "Sweet Dreams"                                | Passa às galas em direto                      |
| Gala em direto 1                              | Números um                                    | "Set Fire to the Rain"                        | Salva                                         |
| Gala em direto 2                              | Halloween                                     | "Reed All About It"                           | Salva                                         |
| Gala em direto 3                              | O primeiro amor                               | "Hello"                                       | Salva                                         |
| Gala em direto 4                              | Sucessos búlgaros                             | "Искам те"                                    | Salva                                         |
| Gala em direto 5                              | Trilhas sonoras de filmes                     | "Show Me How You Burlesque"                   | Eliminação                                    |
| Gala em direto 5                              | Duelo final                                   | "Who You Are"                                 | Eliminação                                    |
| Gala em direto 6                              | Divas e heróis                                | "Halo"                                        | Salva                                         |
| Gala em direto 7                              | Sucessos da música disco                      | "Hot Stuff"                                   | Salva                                         |
| Gala em direto 8                              | Sucessos internacionais                       | "Camino"                                      | Salva                                         |
| Gala de natal                                 | Edição de natal                               | "Jingle Bells"                                | Sem eliminações                               |
| Gala em direto 9                              | O amor não é tudo                             | "Titanium"                                    | Eliminada (6.ª)                               |
| Gala em direto 9                              | O amor não é tudo                             | "Aquarius" (com A.V.A.)                       | Eliminada (6.ª)                               |
| Gala em direto 9                              | Duelo final                                   | "Rise Up"                                     | Eliminada (6.ª)                               |

### 2016 – presente: Primeiro single, «Monte Music» e Eurovisão
Após a sua participação no Factor X, Victoria recebeu uma proposta para unir-se à Virginia Records, mas ela acabou por rejeitá-la. No mesmo ano, decidiu juntar-se a Monte Music. A 10 de junho de 2016, a cantora lançou seu primeiro single «Nishto Sluchaino» com Niki Bakalov e VenZy.
A 25 de novembro de 2019, Victoria foi escolhida para representar a Bulgária no Festival Eurovisão da Canção de 2020, em Roterdão, nos Países Baixos. Mas aquela edição foi cancelada devido à pandemia de COVID-19. Por esta razão, a rádio e televisão pública da Bulgária selecionou-a internamente para representar o país no festival de 2021 com a música «Growing Up Is Getting Old».

## Discografia

### Singles
| "Nishto Sluchayno" (com Niki Bakalov y VenZy) | 2016 | —  | Músicas sem álbum   |
| "Nezavarshen Roman"                           | 2016 | 15 | Músicas sem álbum   |
| "Chast Ot Men"                                | 2017 | 28 | Músicas sem álbum   |
| "Stranni Vremena"                             | 2018 | 28 | Músicas sem álbum   |
| "I Wanna Know"                                | 2019 | —  | Músicas sem álbum   |
| "Tears Getting Sober"                         | 2020 | —  | Músicas sem álbum   |
| "Ugly Cry"                                    | 2020 | —  | "A little dramatic" |
| "Dive Into Unknown"                           | 2021 | —  | "A little dramatic" |
| "Growing Up is Getting Old"                   | 2021 | —  | "A little dramatic" |
| "Imaginary Friend"                            | 2021 | —  | "A little dramatic" |
| "Phantom Pain"                                | 2021 | —  | "A little dramatic" |
| "The Funeral Song"                            | 2021 | —  | "A little dramatic" |
| "—" indica que a música não foi lançada.      |      |    |                     |